# 非公式軍歌
非公式軍歌(ひこうしきぐんか)とは、各国軍の公式軍歌で採用されていない軍歌。

## 国別非公式軍歌

### 大日本帝国
大日本帝国の非公式軍歌は、「兵隊ソング」などと呼ばれる。
- 軍隊小唄
- 海軍小唄
- ラバウル小唄
- 同期の桜

### 大韓民国
韓国の非公式軍歌は、「将兵歌謡」、「陣中歌謡」に分類される非公式軍歌があり、「私歌」と呼んだりもする非公式軍歌もある。主に歌謡曲の替え歌が多く、日本軍小唄の替え歌もある。
| 歌の名前（日本語） | 歌の名前（朝鮮語） | 備考 |
| ------------------ | ------------------ | --- |
| 郷里の郷愁         | 고향의 향수        | 宋昌植の歌「兵士の郷愁」の替え歌。 |
| 戦友よお休み       | 전우야 잘자라      | 陣中歌謡に分類される非公式軍歌。 |
| キム一兵ソング     | 김일병송           | 日本軍の非公式軍歌「軍隊小唄」の替え歌。 |
| 候補生の孤独歌     | 후보생의 고독가    | 学軍士官生徒の非公式軍歌として、「その雪の茶屋」の替え歌。 |
| コンジョウ歌       | 곤조가             | 大韓民国海兵隊の非公式軍歌。大韓民国海兵隊の公式軍歌「ブラボー海兵」と「私は十七歳です」を組み合わせ、歌詞を替えた歌として、大韓民国海兵隊の非公式軍歌の中で認知度が一番高い。 |
| がんばれ海兵隊     |                    | 大韓民国海兵隊の非公式軍歌。「がんばれクムスン」の替え歌。 |
| マルトゥク歌       | 말뚝가             | 大韓民国海兵隊の非公式軍歌。日本の非公式軍歌「ラバウル小唄」の歌詞を替えた歌。                                                                                                 |
| ムックサバル歌     | 묵사발가           | 大韓民国海兵隊の非公式軍歌。ボブ・ゴールドスタイン作曲の「Washington Square」に歌詞を付けた非公式軍歌。「海兵隊が行く所に勝利が待ち受ける」と歌詞がある。                      |
| 白翎島歌           | 백령도가           | 大韓民国海兵隊の非公式軍歌。 |
| 白翎エレジー       |                    | 大韓民国海兵隊の非公式軍歌。 |
| パッタ歌           | 빠따가             | 大韓民国海兵隊の非公式軍歌。崔喜準の「맨발의 청춘」の替え歌。 |
| 溝歌               | 시궁창가           | 大韓民国海兵隊の非公式軍歌。「死が来ても僕はいいし、義理の中に海兵は生きて行く」と歌詞がある非公式軍歌。                                                                       |
| セムウォーカー歌   | 세무워커가         | 大韓民国海兵隊の非公式軍歌。スー・トンプソンの「悲しきスクリーン」の替え歌。                                                                                                   |
| 延坪島歌           | 연평도가           | 大韓民国海兵隊の非公式軍歌。 |
| 延坪ブルース       |                    | 大韓民国海兵隊の非公式軍歌。 |
| 八角帽追憶         | 팔각모 추억        | 大韓民国海兵隊の非公式軍歌。楊姫銀の「年老いた軍人の歌」の替え歌。 |
| 海兵隊青春         | 해병대 청춘        | 大韓民国海兵隊の非公式軍歌。呉基沢の「父の青春」の替え歌。 |

### イギリス
- Ain't the Airforce Fucking Awful：アメリカの「リパブリック讃歌」の歌詞を替えたイギリス空軍の非公式軍歌。